# Strangers in the Night (песня)
«Strangers in the Night» — песня. Автор музыки — Берт Кемпферт, текст на английском языке Чарли Синглтона и Эдди Снайдера.
В истоках песни мелодия, которую Кемпферт использовал в чисто инструментальной звуковой дорожке кинофильма «Мужчина, который мог быть убит». Там она проходила под титулом «Beddy Bye».
Первоначально мелодию к песне написал американский джазовый музыкант, композитор Аво Увезян, она называлась «Broken Guitar» и стала прототипом «Strangers in the Night». Затем мелодия была представлена Фрэнку Синатре.
Песня стала знаменитой благодаря Фрэнку Синатре. В его исполнении она достигла 1-го места в чартах Billboard Hot 100 и Easy Listening и дала название его альбому 1966 года Strangers in the Night, ставшему самым коммерчески успешным альбомом в его карьере к тому моменту. Песня также поднялась на 1-е место в Великобритании (в чарте UK Singles Chart).
Запись Синатры принесла ему в марте 1967 года «Грэмми» за лучшую мужскую вокальную работу в жанре поп-музыки и «Грэмми» за лучшую запись года, а также «Грэмми» за лучшую инструментальную аранжировку для вокалиста или инструменталиста Эрни Фримену. (См. статью про 9-ю церемонию «Грэмми».) В США сингл с ней был сертифицирован золотым по продажам.
В 2008 году сингл Фрэнка Синатры с песней «Strangers in the Night» (вышедший в 1966 году на лейбле Reprise Records) был принят в Зал славы премии «Грэмми».

## Оспариваемое авторство
Ряд людей заявляли об авторстве песни.
В интервью The New York Times Аво Увезян рассказал о происхождении «Strangers in the Night», заявив, что он сочинил мелодию, когда был в Нью-Йорке. Его познакомил с Фрэнком Синатрой общий друг, и он представил Синатре написанную им мелодию под названием «Broken Guitar» со словами, написанными кем-то другим. Синатре понравилась мелодия, но не понравились слова, и он попросил, чтобы их переписали. Для написания новых текстов были привлечены студийные авторы песен, но, как говорили, Синатре новые слова снова не понравились, и он заявил: «Я не хочу это петь». Однако позже его убедили записать песню под названием «Strangers in the Night».
Увезян сказал, что Кемпферт был его другом, и до того, как он показал Синатре песню, он отправил её Кемпферту для публикации в Германии. Мелодия была использована в фильме «Мужчина, который мог быть убит», но единственным композитором был указан Кемпферт. При этом со слов Увезяна, Кемпферт неоднократно признавал его композитором песни, в том числе в письменном виде.
Хорватский певец Иво Робич также считается оригинальным автором «Strangers in the Night», которую он продал Кемпферту. В интервью на хорватском телевидении с хорватским композитором Степаном Михальинецем Робич сказал, что он сочинил песню «Ta ljetna noć» (рус. Та летняя ночь) в качестве заявки на Сплитский фестиваль в бывшей Югославии, где её отклонили. Он спел первые несколько тактов из этой песни, которые были идентичны «Strangers in the Night». Затем Робич продал права на эту песню Кемпферту, который использовал её в фильме. Позже Кемпферт передал немецкую версию песни «Fremde in der Nacht» Робичу для записи. При этом в немецком варианте песни 1966 года Робич не был указан как автор песни, а также как и в хорватской версии под названием «Stranci u noći», выпущенной в том же году югославской звукозаписывающей компанией Jugoton.
В 1967 году французский композитор Мишель Филипп-Жерар (более известный как Филипп-Жерар) заявил, что мелодия «Strangers» основана на его композиции «Magic Tango», которая была опубликована в 1953 году компанией Chappell & Co. в Нью-Йорке. Таким образом, авторские гонорары за песню были заморожены, пока в 1971 году суд в Париже не постановил, что плагиата не было, заявив, что многие песни были основаны на «похожих постоянных факторах».